# Okoun žlutý
Okoun žlutý (Perca flavescens) je sladkovodní ostnoploutvá ryba pocházející z velké části Severní Ameriky. Je příbuzný dalším okounům, morfologicky je podobný svému evropskému protějšku, okounu říčnímu (Perca fluviatilis), fylogeneticky bližší je ale protáhlejšímu okounu Schrenkovu.
U populací okouna žlutého byly pozorovány latitudinální variace ve věku, tempu růstu a velikosti, pravděpodobně vyplývající z rozdílů v délce dne a ročních teplotách vody. V mnoha populacích žije žlutý okoun často 9 až 10 let, přičemž dospělí se obvykle pohybují od 10 až 25 cm.
Největší okoun žlutý byl uloven v roce 1865 v New Jersey. Měřil 46 cm a vážil 1,9 kg.

## Popis
Okoun žlutý má podlouhlé oválné tělo s relativně dlouhým, ale tupým čenichem, který nedosahuje za konec dolní čelisti. Stejně jako většina okounů má dvě samostatné hřbetní ploutve. Přední hřbetní ploutev obsahuje 12–14 tvrdých paprsků, zatímco druhá má 2–3 tvrdé paprsky v přední části, následované 12–13 měkkými paprsky. Řitní ploutev má 2 tvrdé a 7-8 měkkých paprsků. Horní část hlavy a těla má různou barvu od jasně zelené až po olivovou nebo zlatohnědou, obvykle až zlatožlutou. Tmavá barva z horní části těla splývá v 6–8 svislých pruzích až po boky. Okouni žlutí obvykle vykazují načernalou skvrnu na membráně první hřbetní ploutve. Barva hřbetních a ocasních ploutví se mění od žluté po zelenou, zatímco řitní a břišní ploutve mohou být žluté až stříbřitě bílé. Prsní ploutve jsou průhledné, jantarové barvy. Břišní část těla je bílá. Mladistvé ryby jsou světlejší a mohou mít téměř bělavou barvu základního zbarvění. Maximální délka může dosahovat až 50 centimetrů, i když jsou častěji kolem 20 centimetrů dlouzí. Maximální zveřejněná hmotnost je 1,9 kilogramu.
Okouna žlutého popsal v roce 1814 Samuel Latham Mitchill z New Yorku.